# لورانس أوبراين
لورانس أوبراين هو سياسي كندي، ولد في 31 مارس 1951 في كندا، وتوفي في 16 ديسمبر 2004 بسانت جونز في كندا. حزبياً، نشط في الحزب الليبرالي الكندي. وقد انتخب عضو مجلس العموم الكندي.